# Храм Тихвинской иконы Божией Матери (Рыбниковское)
Храм Тихвинской иконы Божией Матери — недействующий православный храм в селе Рыбниковское Свердловской области.
Памятник архитектуры регионального значения.

## Описание
Здание храма расположено на южного берегу озера Большой Сунгуль в западной части села. Церковь каменная, трёхпрестольная. Строительство было начато в 1816 году. По проекту храм был холодным, с тёплым пределом на северной стороне. В 1823 году северный предел был освящён во имя Архистратига Божия Михаила, в 1839 году главный храм освящён в честь Тихвинской иконы Пресвятой Богородицы. В 1900 году пристроен и освящён в честь Иоанна Златоуста, патриарха Константинопольского южный предел. В 1847 году иконостас главного храма заменён новым. В 1864 году по периметру храма воздвигнута каменная с железной решеткой ограда. В 1866 году проведён ремонт экстерьера. В 1893 году велись восстановительные работы снаружи и внутри здания. К началу XX века к церковному причту, в составе священника и псаломщика, относилось два церковных дома в селе. К приходу относились две земские школы в Рыбниковском селе и деревне Богатёнковой.
27 октября 1937 года осужден и приговорён к расстрелу протоиерей церкви села Рыбниково Каменского района и благочинный церквей Каменского округа Старцев Василий Дмитриевич, 1877 года рождения. Приговор приведен в исполнение.
Церковь была закрыта в 1940 году, позднее здание использовалось под зерносклад и склад химических удобрений. С 1980-х годов здание не эксплуатируется и находится в аварийном состоянии. Утрачены верхний ярус и завершение колокольни, главки приделов и апсиды, ограда с воротами. Практически разрушены: кровля, верхние части стен, кирпичные своды приделов. В настоящее время ещё сохранились небольшие фрагменты росписей, храм не восстанавливается
.
Тихвинская церковь является памятником позднего классицизма и барокко, характерным для уральской храмовой архитектуры XVIII века.

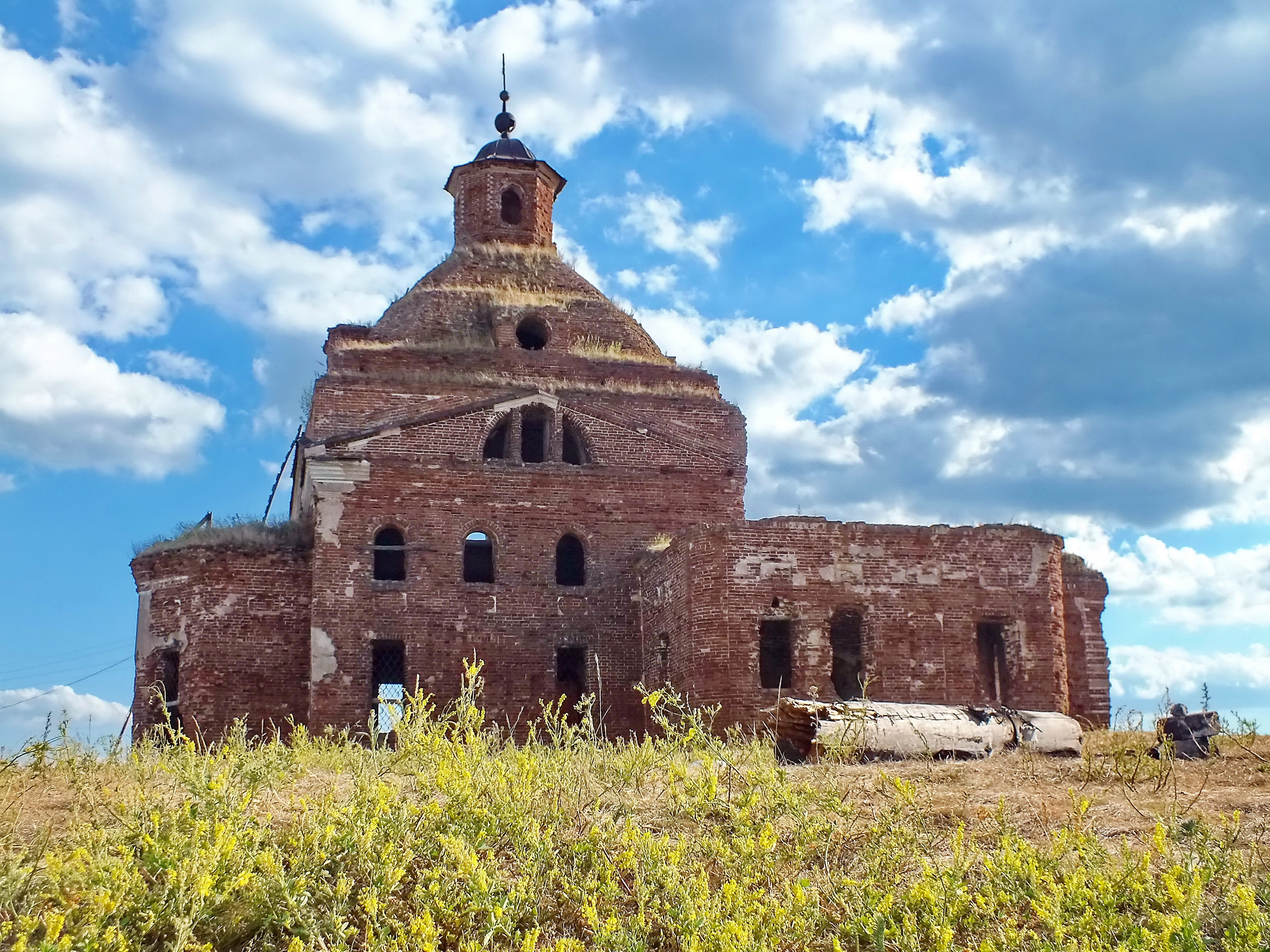
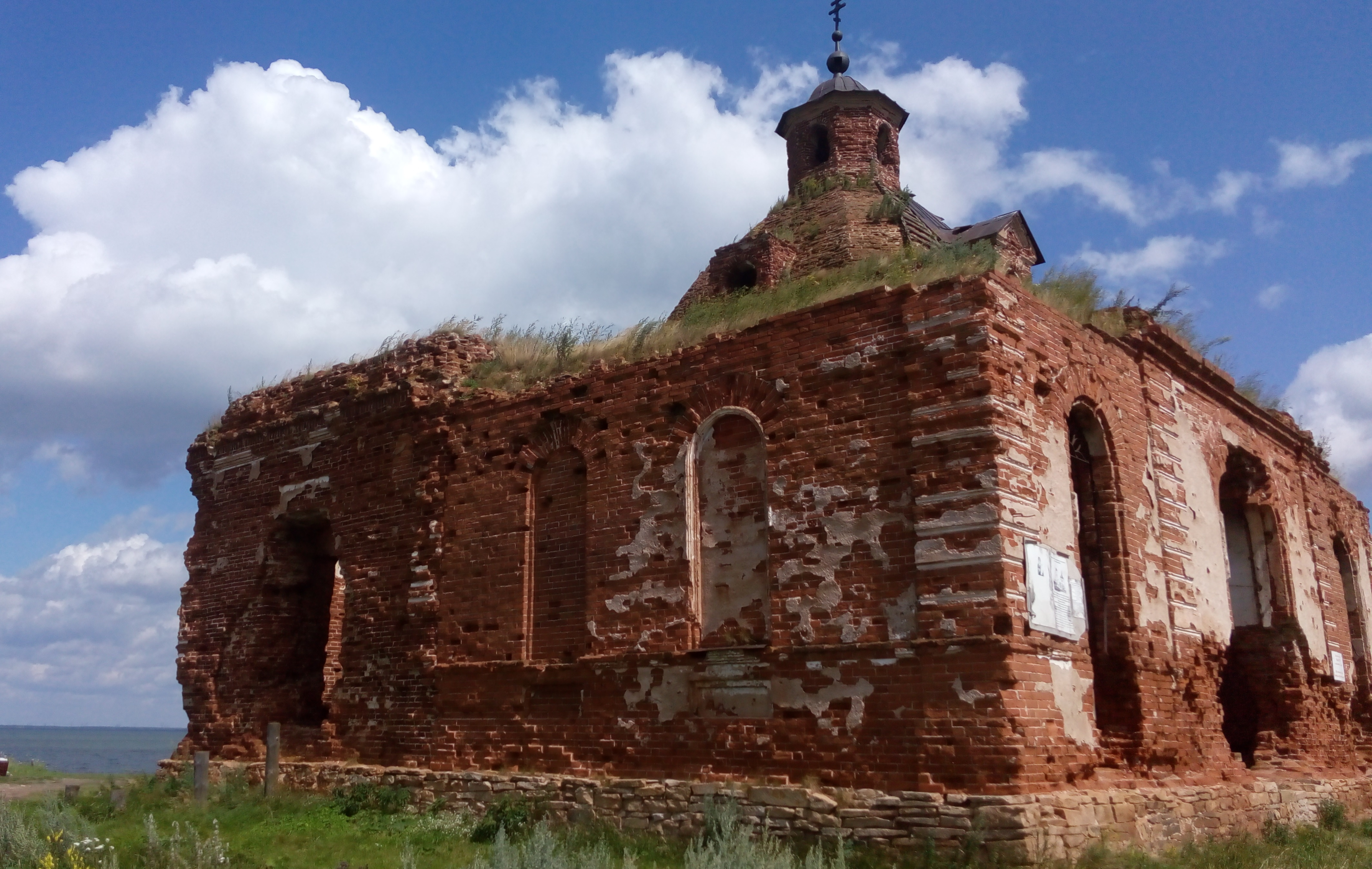
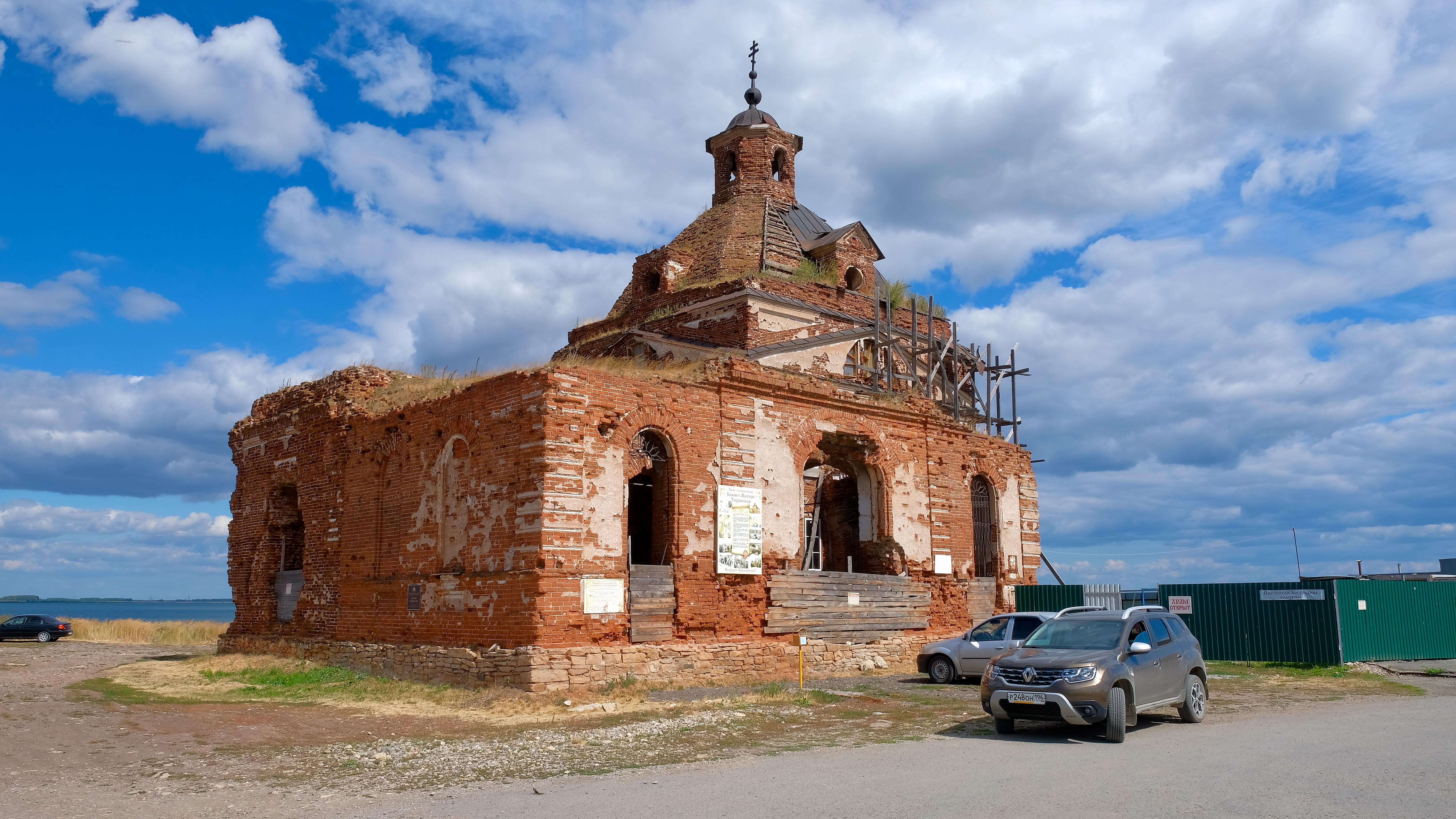
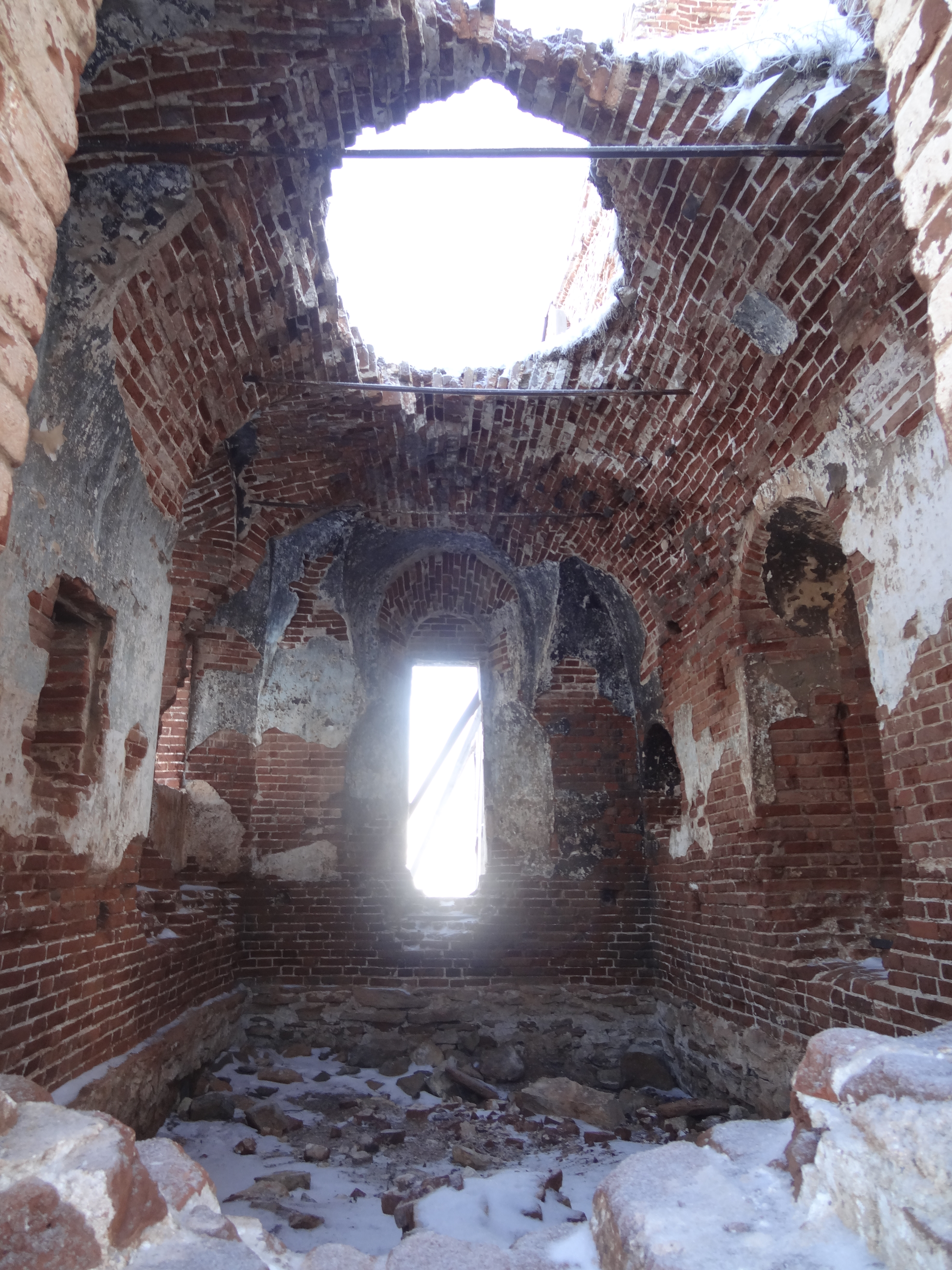
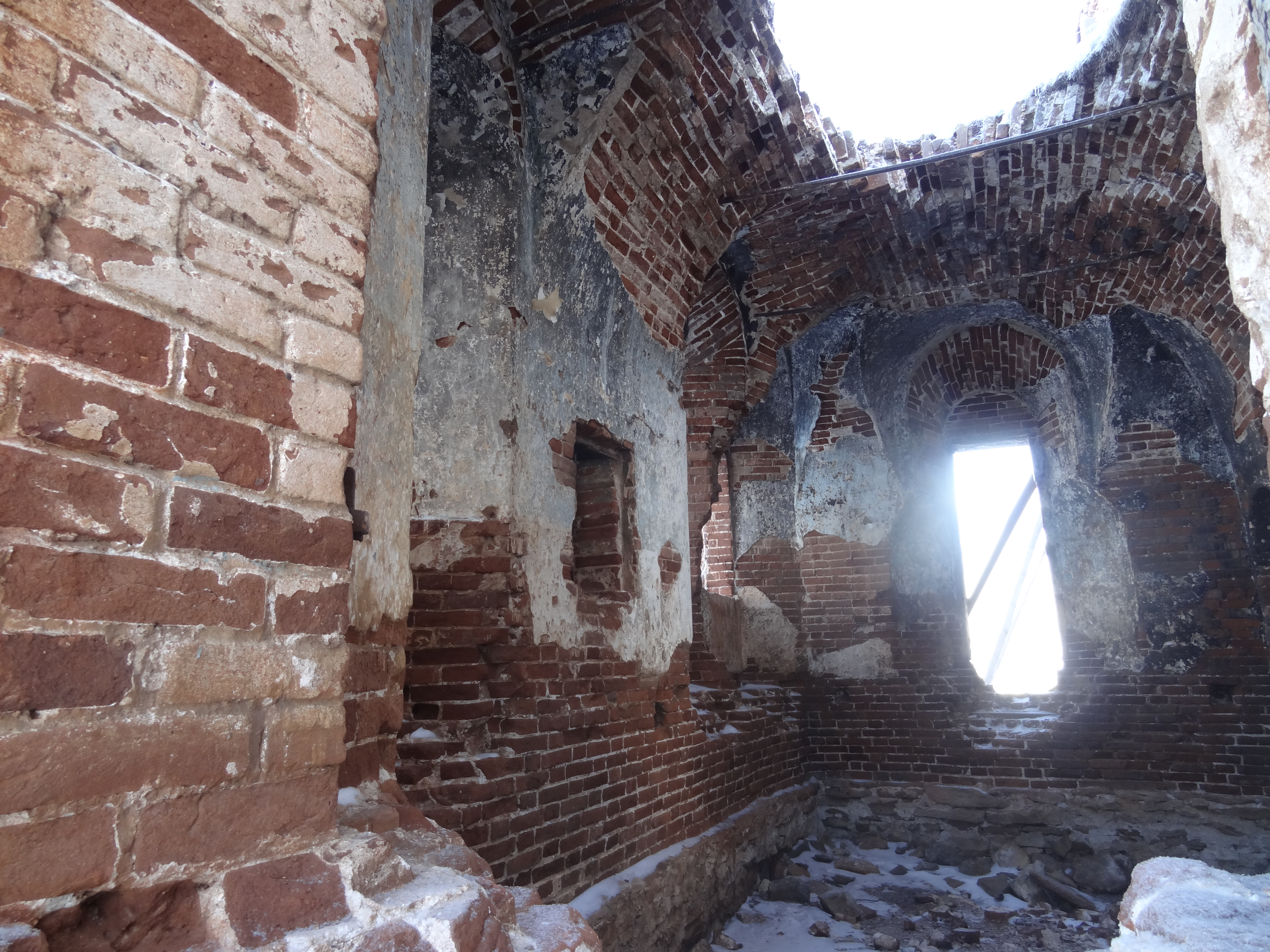
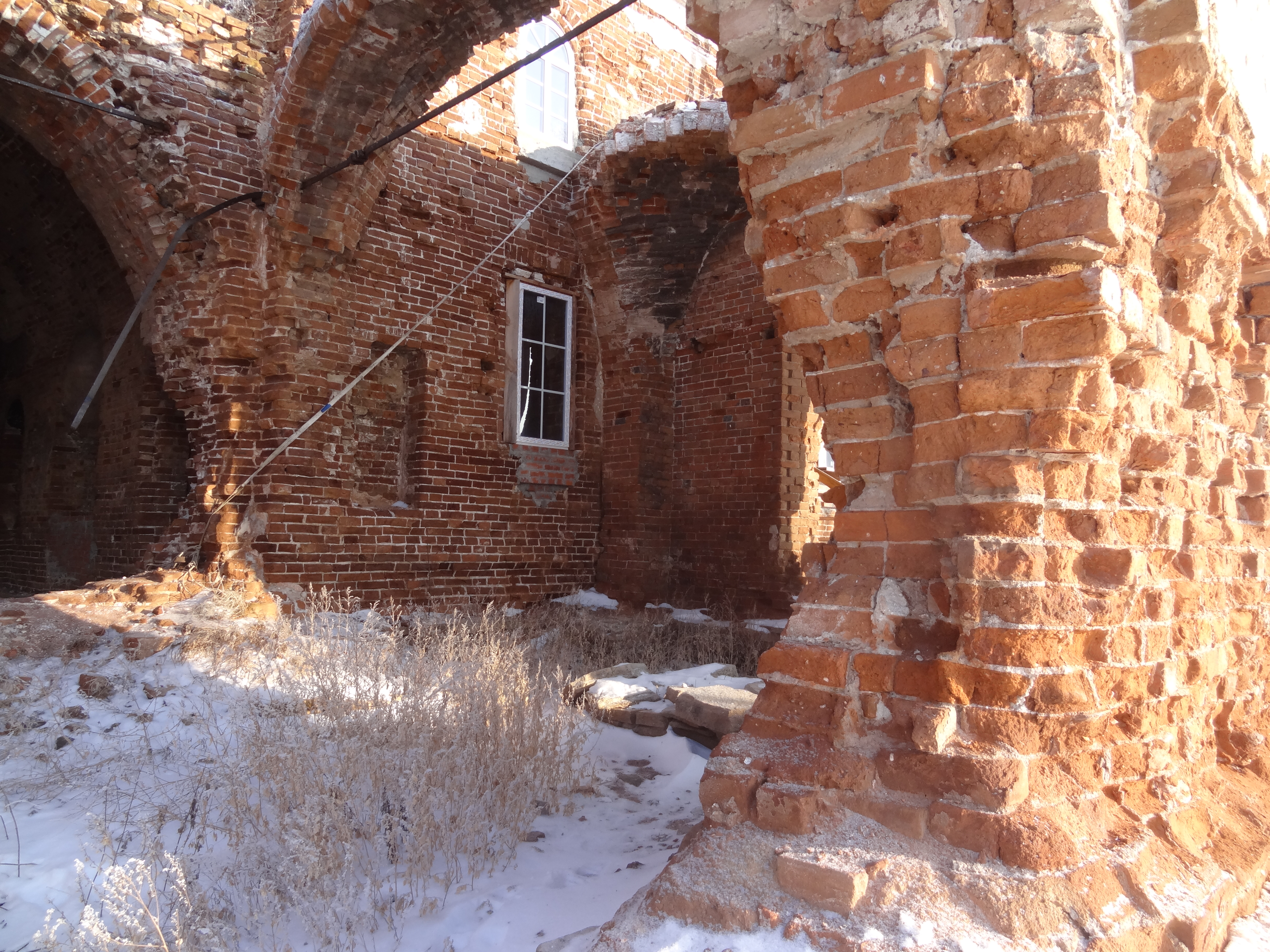
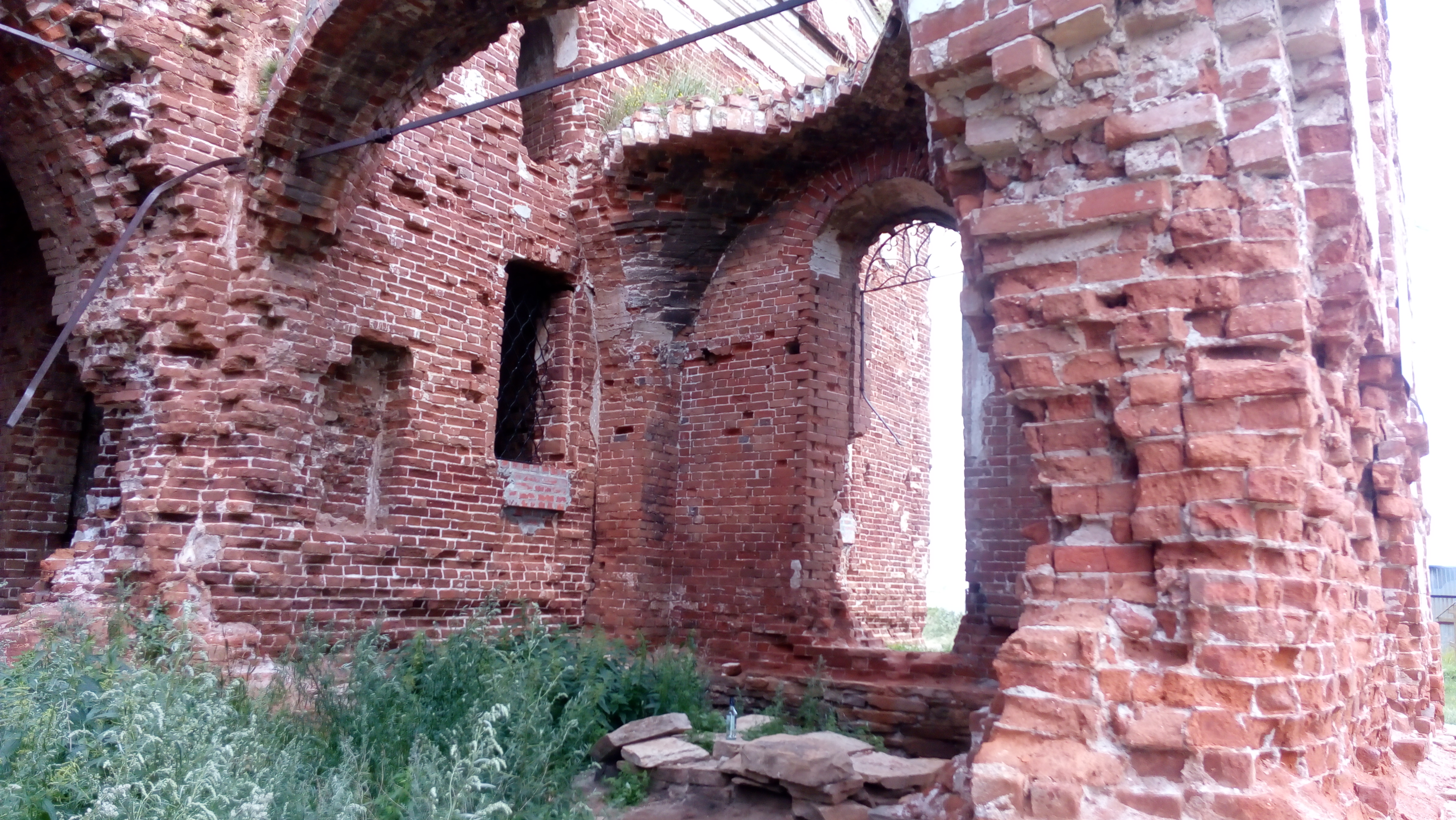